# Pont de La Plaine
Le pont de la Plaine est un pont routier et piéton sur le Rhône, situé dans le canton de Genève, en Suisse.

## Localisation
Le pont de la Plaine est le seizième pont le plus en amont du Rhône après sa sortie du lac Léman. Il relie les localités de La Plaine sur la rive droite et d'Avully sur la rive gauche.

## Histoire
Construit en 1968, le pont de la Plaine a été l'objet d'un chantier d'entretien important pendant l'automne 2002. Ce chantier est réalisé en deux étapes par demi-chaussée.

## Sources